# Nephtheis fascicularis
Nephtheis fascicularis, comúnmente llamado tunicado piruleta o coral piruleta, es una especie de tunicado originaria de los arrecifes poco profundos de Indonesia. Es la única especie de su género Nephtheis  No son fotosintéticos, y viven de plancton y pequeñas partículas orgánicas obtenidas de las corrientes de agua. Los tallos ramificados están formados por diminutos pólipos llamados zooides. A pesar de su nombre y apariencia, ellas y otras ascidias no tienen relación con los corales verdaderos.

## Galería de imágenes

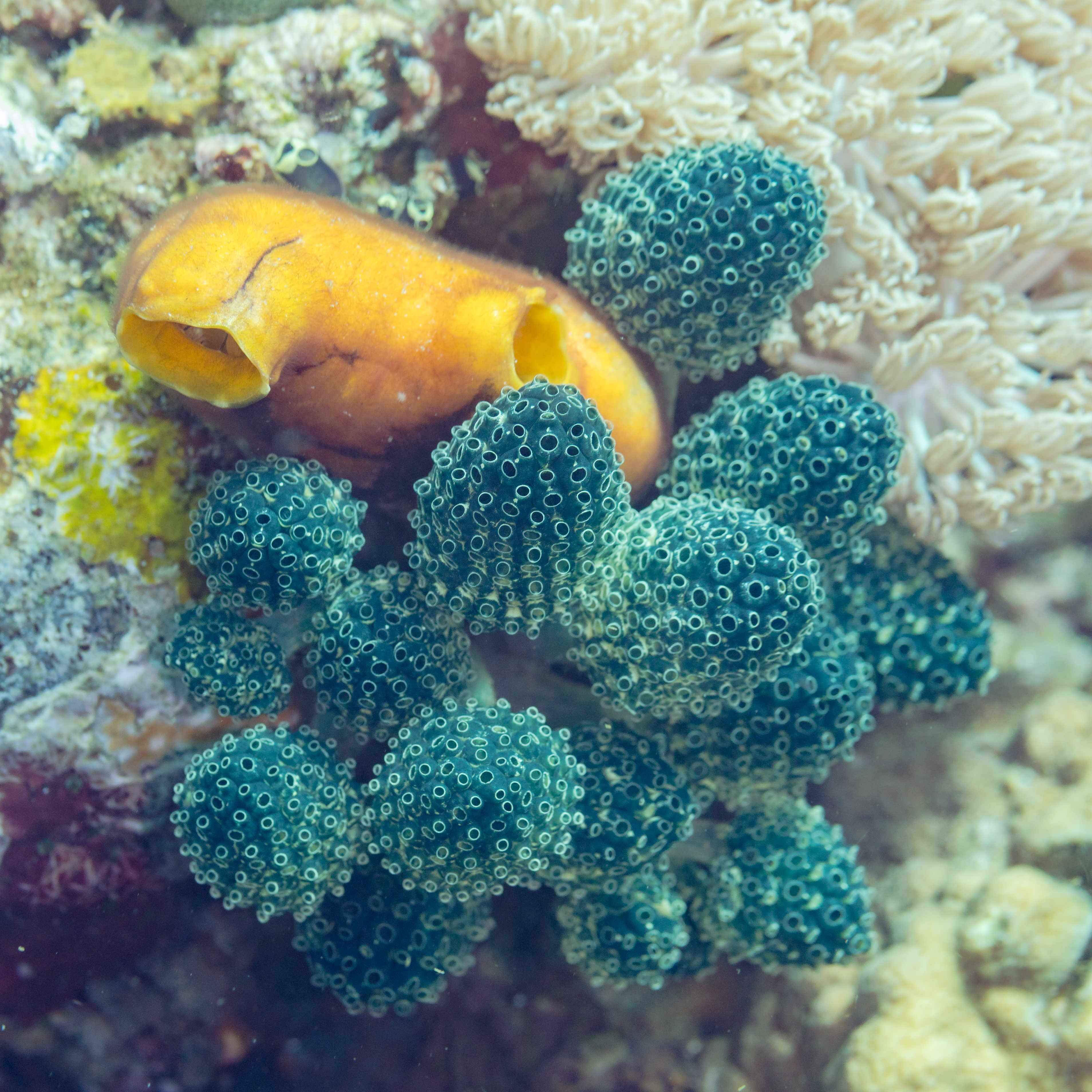
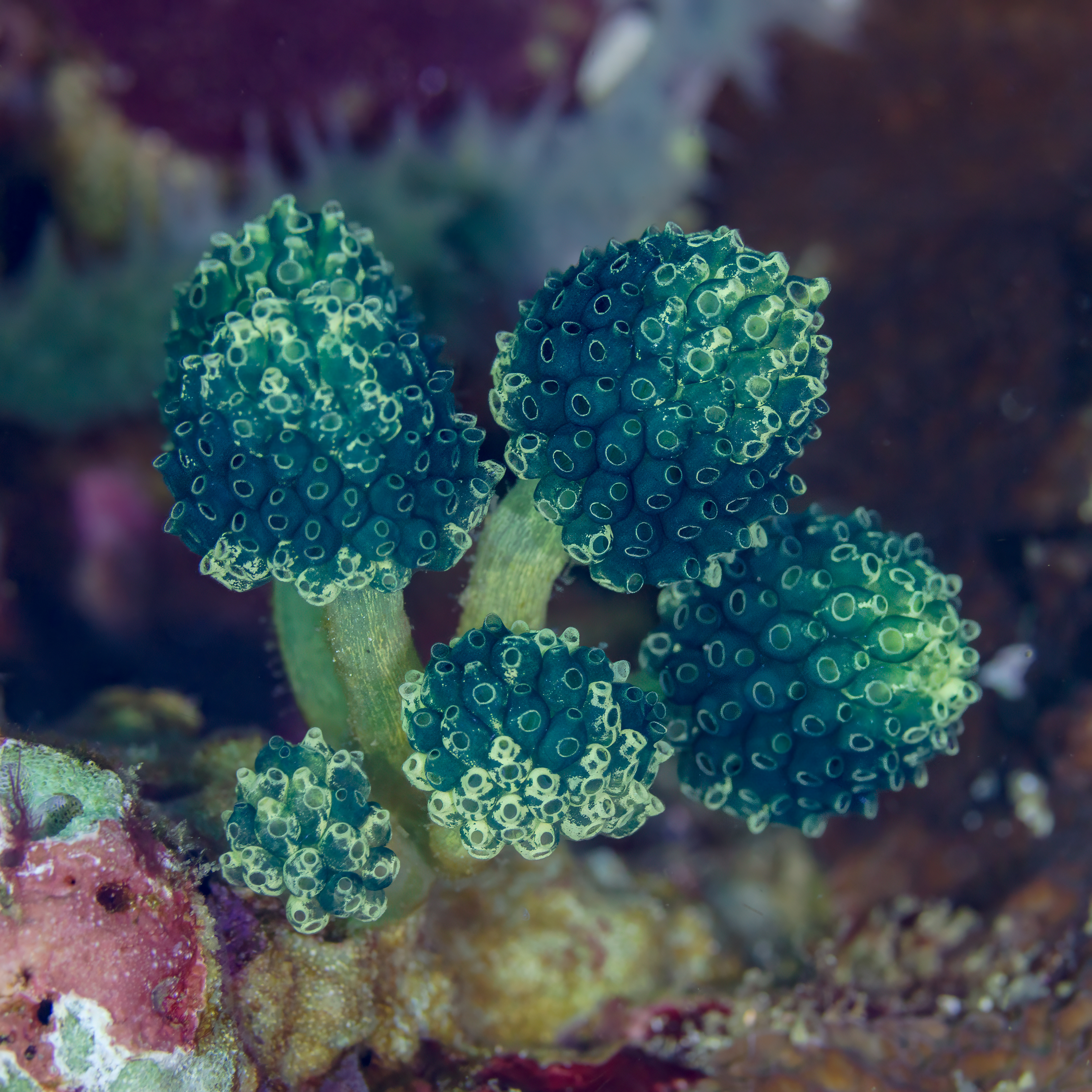
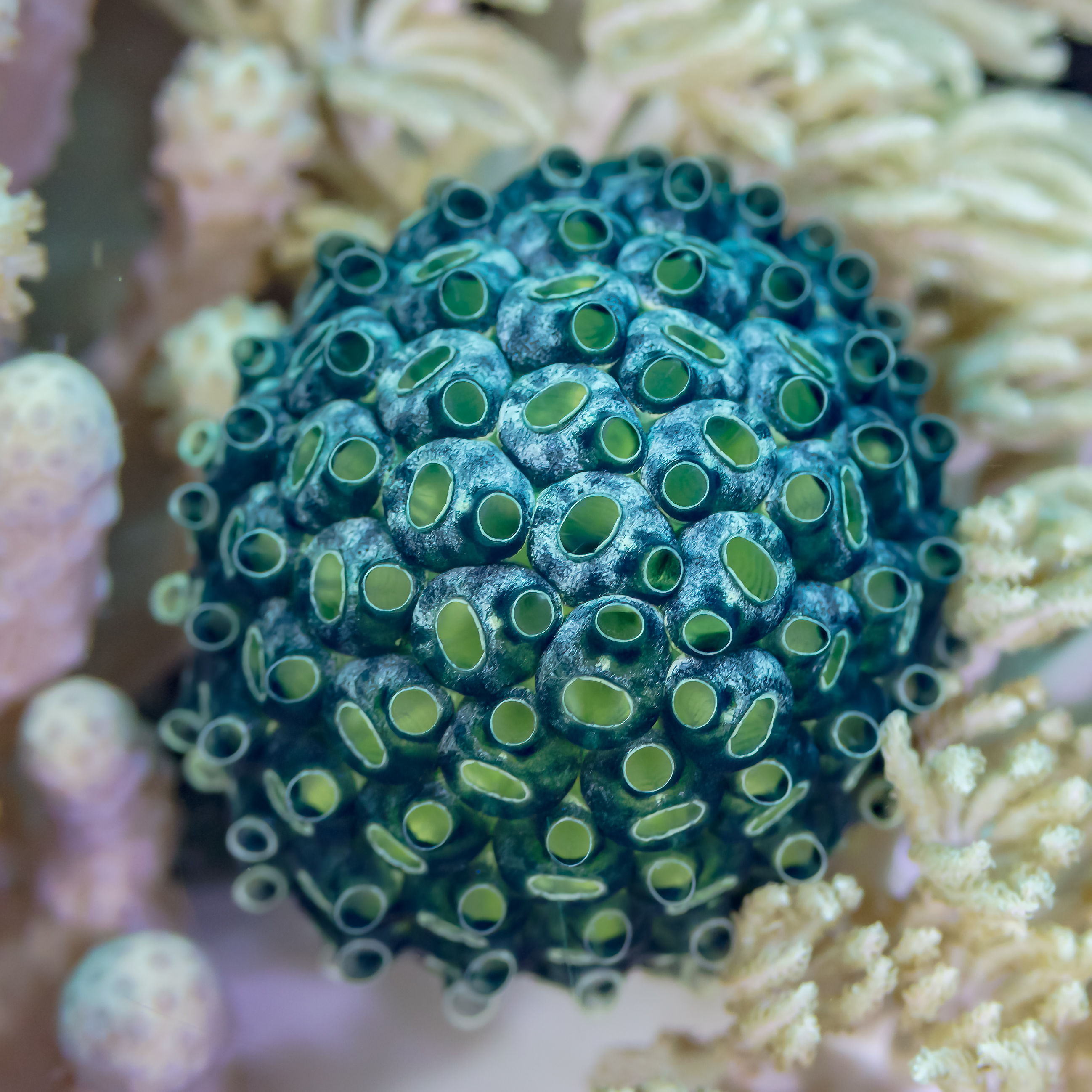

- Datos: Q2095244
- Multimedia: Nephtheis fascicularis / Q2095244
- Especies: Nephtheis fascicularis